# نمدار برگ‌ریز

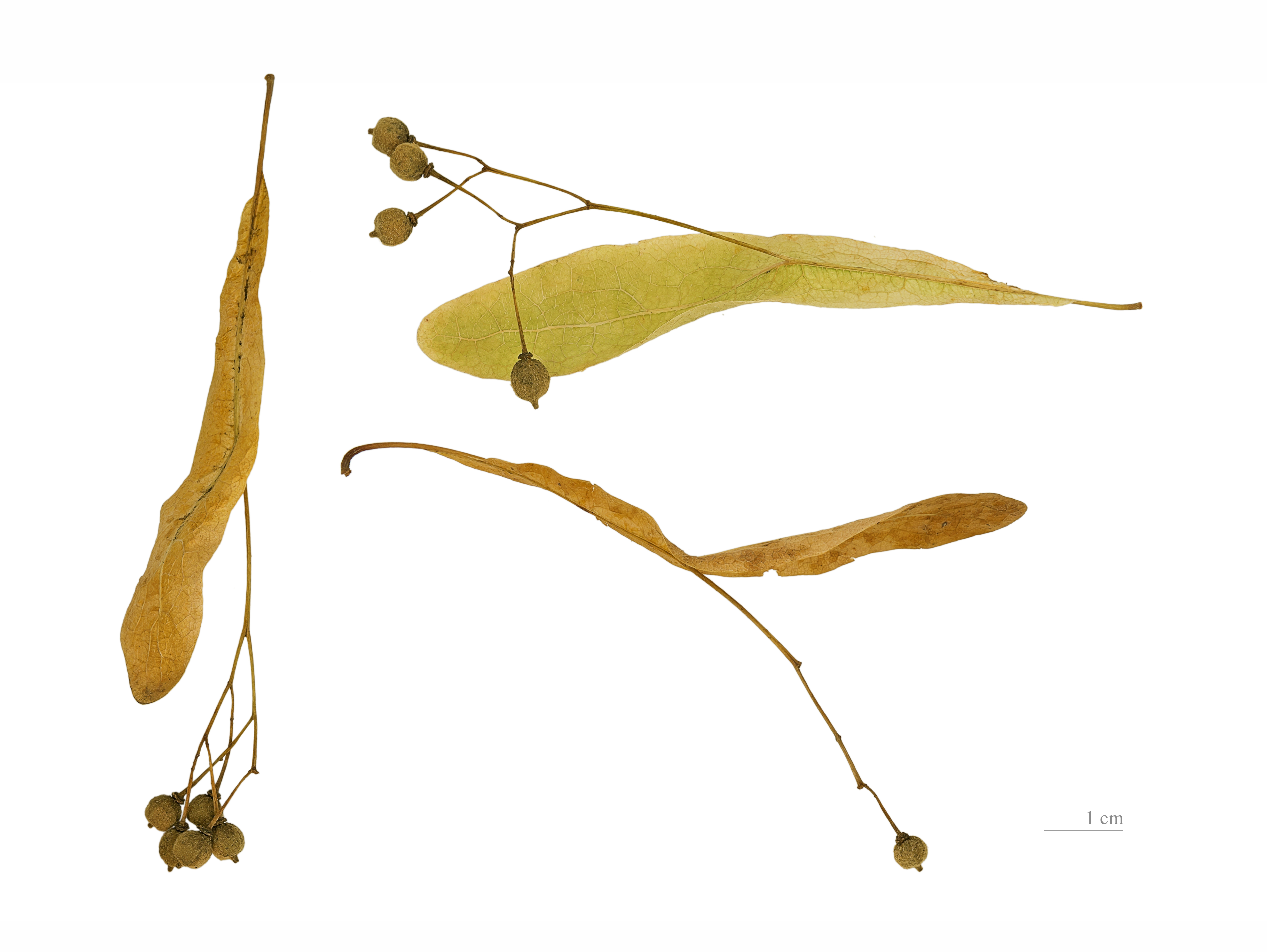
Tilia cordata

نَمدار برگ‌ریز نام گونه‌ای از درخت نمدار است.
این درخت از تیره زیرفونیان (Tiliaceae)، راسته پنیرک‌سانان (Malvales) است.

## ویژگی‌های ظاهری
این درخت که بومی بیشتر مناطق اروپا است، برگریز است که معمولاً ارتفاع آن بین ۲۰ تا ۴۰ متر رشد می‌کند و تنه آن می‌تواند تا ۱ متر قطر داشته باشد.
پوست تنه در جوانی صاف و خاکستری‌رنگ است و با افزایش سن، شیارهای عمودی و شکاف‌های عرضی روی آن شکل می‌گیرد.
تاج درخت شکل بیضی تا مخروطی دارد و شاخه‌ها با افزایش سن متراکم‌تر و عمودی‌تر می‌شوند.
برگ‌ها به‌صورت متناوب قرار گرفته‌اند، قلبی‌شکل تا تخم‌مرغی، طولی بین ۳ تا ۸ سانتی‌متر دارند و در زیرشان در گره رگ‌برگها، پرزهای قهوه‌ای دیده می‌شود.

## گل و میوه
گلهای کوچک زرد-سبز با عطر زیاد، دوجنسه بوده و در خوشه‌هایی از ۵ تا ۱۱ گل، اوایل تابستان ظاهر می‌شوند. هر خوشه‌ی گل دارای یک براکته زرد-سبز است که به شناسایی آن کمک می‌کند.
میوه آن یک میوه هسته‌دار سخت و خشک به طول حدود ۶–۷ میلی‌متر است، معمولاً حاوی ۱–۲ دانه، در ابتدا کرک‌دار سپس صاف می‌شود و برخلاف برخی گونه‌های دیگر، دارای خطوط برجسته نیست.

## بوم‌شناسی
این درخت ترجیحاً در خاکهای حاصلخیز و با زهکشی خوب رشد می‌کند ولی در خاک‌های شنی فقیر نیز دوام می‌آورد و تا دمای −۳۴ درجهٔ سلسیوس مقاوم است.
در بریتانیا، نمدار کوچک‌برگ به عنوان نشان‌دهنده‌ی جنگل‌های کهنسال شمرده می‌شود و در برخی مناطق حفاظتی با عنوان SSSI ثبت شده است.

## آفات و بیماری‌ها
مقاومت نسبی به بیماری دارد، ولی در خاک‌های خشک ممکن است دچار سوختگی برگ شود.
آفات مشهور آن شامل سوسک‌های ژاپنی، شته‌ها، سن‌های توری‌دار و پروانه‌هایی همچون Lymantria dispar dispar هستند.

## کشت و کاربرد
عمدتاً به‌عنوان درخت زینتی یا سایه‌دار محبوب است و در خیابانها، پارک‌ها و برای ایجاد راسته‌درختی‌ها در قرن‌های ۱۷ و ۱۸ زیاد کاشته شده است؛ مانند مسیر معروف اونتر دن لیندن در برلین.
در آمریکا نیز در شهرهایی چون شیکاگو، آتلانتا و ایندیاناپولیس برای منظره‌سازی و سایه‌پاشی استفاده می‌شود.
علاوه‌بر زیبایی، مقاومت در برابر هرس شدید و قابلیت ساخت بونسای از ویژگی‌های ارزشمند آن هستند.
در گذشته، به دلیل چوب سبک و نرمش، برای ساخت سپر و کنده‌کاری استفاده می‌شد.

## زیست‌جغرافیا
پراکنش طبیعی آن در سراسر اروپا، از بریتانیا تا قفقاز و آسیای غربی است؛ در مناطق جنوبی، عمدتاً در ارتفاعات زیاد یافت می‌شود.

## برداشت نهایی
نمدار کوچک‌برگ (Tilia cordata) درختی برگریز با برگ‌های قلبی‌شکل، گلهای معطر و میوه هسته‌دار است که هم به‌عنوان نماد جنگل‌های کهنسال و هم به‌عنوان درختی زینتی و سایه‌پاش در فضاهای شهری و پارکی اهمیت دارد. مقاومتش به شرایط گوناگون محیطی و قابلیت هرس آن، آن را به انتخابی ممتاز بدل کرده است.